# محوطه سراب پن
محوطه سراب پن در شهرستان سلسله، مابین بخش چغلوندی و شهر الشتر واقع شده و این اثر در تاریخ ۱۸ اردیبهشت ۱۳۸۰ با شمارهٔ ثبت ۳۷۵۶ به‌عنوان یکی از آثار ملی ایران به ثبت رسیده است.